# Hemibagrus punctatus
Hemibagrus punctatus es una especie de pez de la familia Bagridae en el orden de los Siluriformes.

## Morfología
Los machos pueden llegar alcanzar los 45 cm de longitud total.

## Distribución geográfica
Se encuentra al sur de la India.